# Aggiustatore

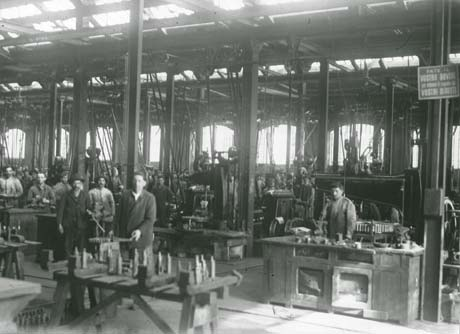
Aggiustatori al reparto locomotive della Breda negli anni '20

L'aggiustatore è un operaio d'officina che lavora al posto di aggiustaggio. Si occupa delle lavorazioni a freddo dei pezzi metallici tramite segatura, tagliatura, scalpellatura, limatura, raschiatura, smerigliatura, foratura, alesatura, filettatura e altre ancora. Indossa tuta da lavoro e dispositivi di protezione individuale per la sua sicurezza. Può avere la qualifica di perito industriale.